# Gilles Langevin
Pour les articles homonymes, voir Langevin.
Gilles Langevin est un professeur de théologie québécois né à Salaberry-de-Valleyfield en 1925 et mort le 31 août 2018 à Richelieu, Québec. Il est membre des jésuites.

## Honneurs
- 1979 - Membre de la Société royale du Canada
- 2001 - Officier de l'Ordre national du Québec
- Doctorat honorifique du Regis College (Université de Toronto).